# Altenmarkt bei Fürstenfeld
Altenmarkt bei Fürstenfeld war eine Gemeinde mit 1133 Einwohnern (Stand 31. Oktober 2013)
im Gerichtsbezirk Fürstenfeld bzw. politischem Bezirk Hartberg-Fürstenfeld in der Steiermark und ist heute ein Stadtteil der Stadt Fürstenfeld. Im Rahmen der Gemeindestrukturreform in der Steiermark wurden Altenmarkt und Übersbach 2015 in die Stadt Fürstenfeld eingegliedert,
Grundlage dafür war das Steiermärkische Gemeindestrukturreformgesetz. Eine Anfechtung der Zusammenlegung, welche durch die Gemeinde beim Verfassungsgerichtshof eingebracht wurde, war nicht erfolgreich.

## Geografie
Altenmarkt bei Fürstenfeld liegt im Feistritztal in der Nähe der ehemaligen Bezirkshauptstadt Fürstenfeld in der Steiermark.

### Gliederung
Das Gemeindegebiet umfasste folgende drei Katastralgemeinden und gleichnamigen Ortschaften (Einwohner Stand 1. Jänner 2024, Fläche Stand 31. Dezember 2023):
- Altenmarkt bei Fürstenfeld (1.231,33 ha; 602 Ew.)
- Speltenbach (311 ha; 150 Ew.)
- Stadtbergen (448,95 ha; 332 Ew.)

### Eingemeindungen
Mit 1. Jänner 1968 wurden die Gemeinden Altenmarkt bei Fürstenfeld, Speltenbach und Stadtbergen zur Gemeinde Altenmarkt bei Fürstenfeld zusammengelegt.

## Geschichte
Das Pfarrdorf Altenmarkt entstand spätestens um die Mitte des 12. Jahrhunderts. 1233 wurde es als „antiquum forum“ (Alter Markt) erstmals erwähnt. Seit dieser Zeit hatte der Johanniterorden in dieser Pfarre ausgedehnte Besitzungen. Die dem Hl. Donatus geweihte Dorfkirche war früher eine bedeutende Marienwallfahrt. Der später zu einem Türkeneinfall umgedichtete Ungarneinfall von 1418 zog auch Fürstenfeld in Mitleidenschaft.

## Politik
Letzter Bürgermeister der Gemeinde war Christian Sommerbauer von der ÖVP.

### Wappen
Blasonierung (Wappenbeschreibung):
„Im Silber über Rot geteilten Schild oben ein schreitender rotbewehrter und gehörnter schwarzer Panther, der aus dem Rachen rote Flammen stößt; unten ein silbernes Johanniterkreuz.“
Die Verleihung des Gemeindewappens erfolgte mit Wirkung vom 1. Juli 1981.

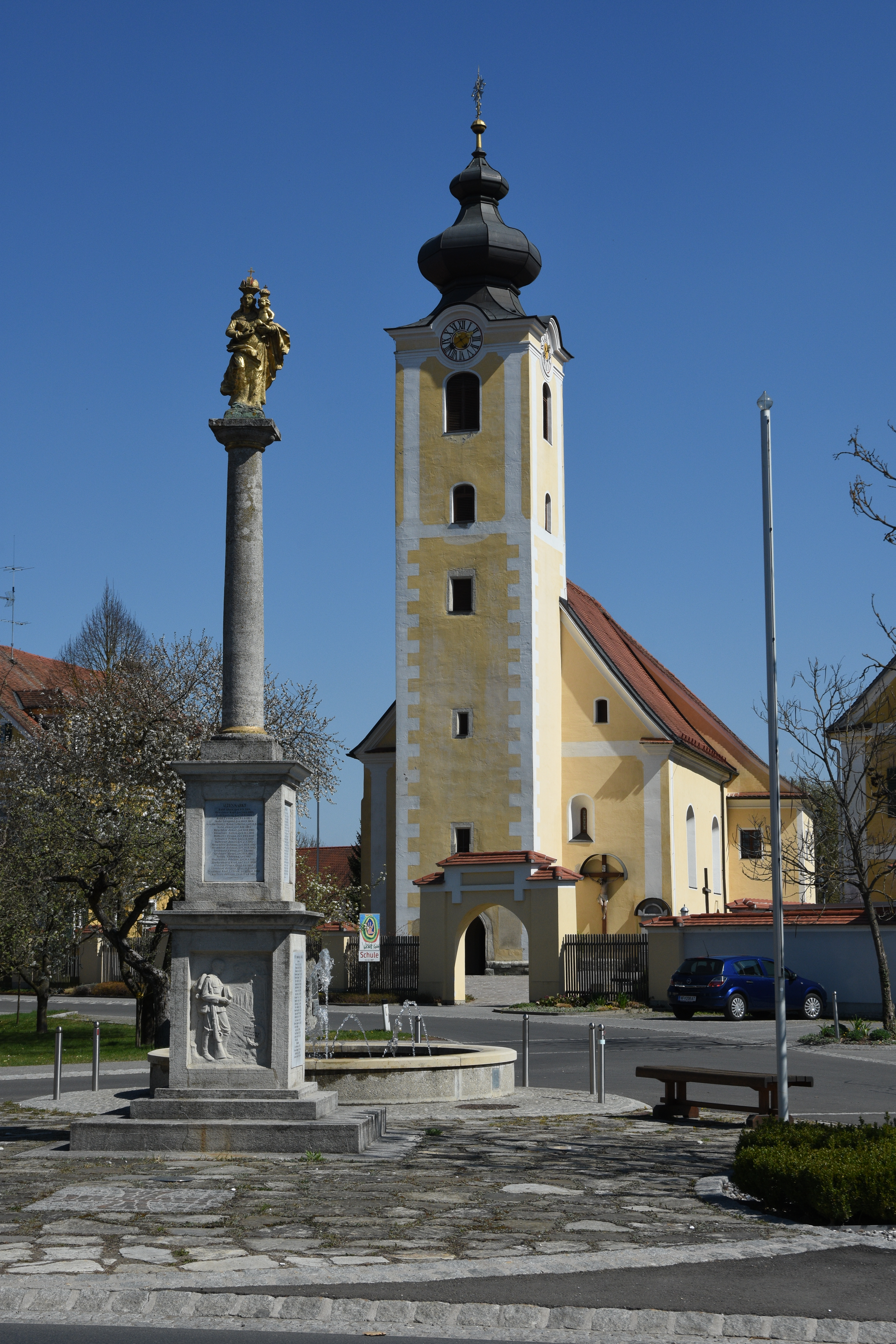
Pfarrkirche Altenmarkt bei Fürstenfeld

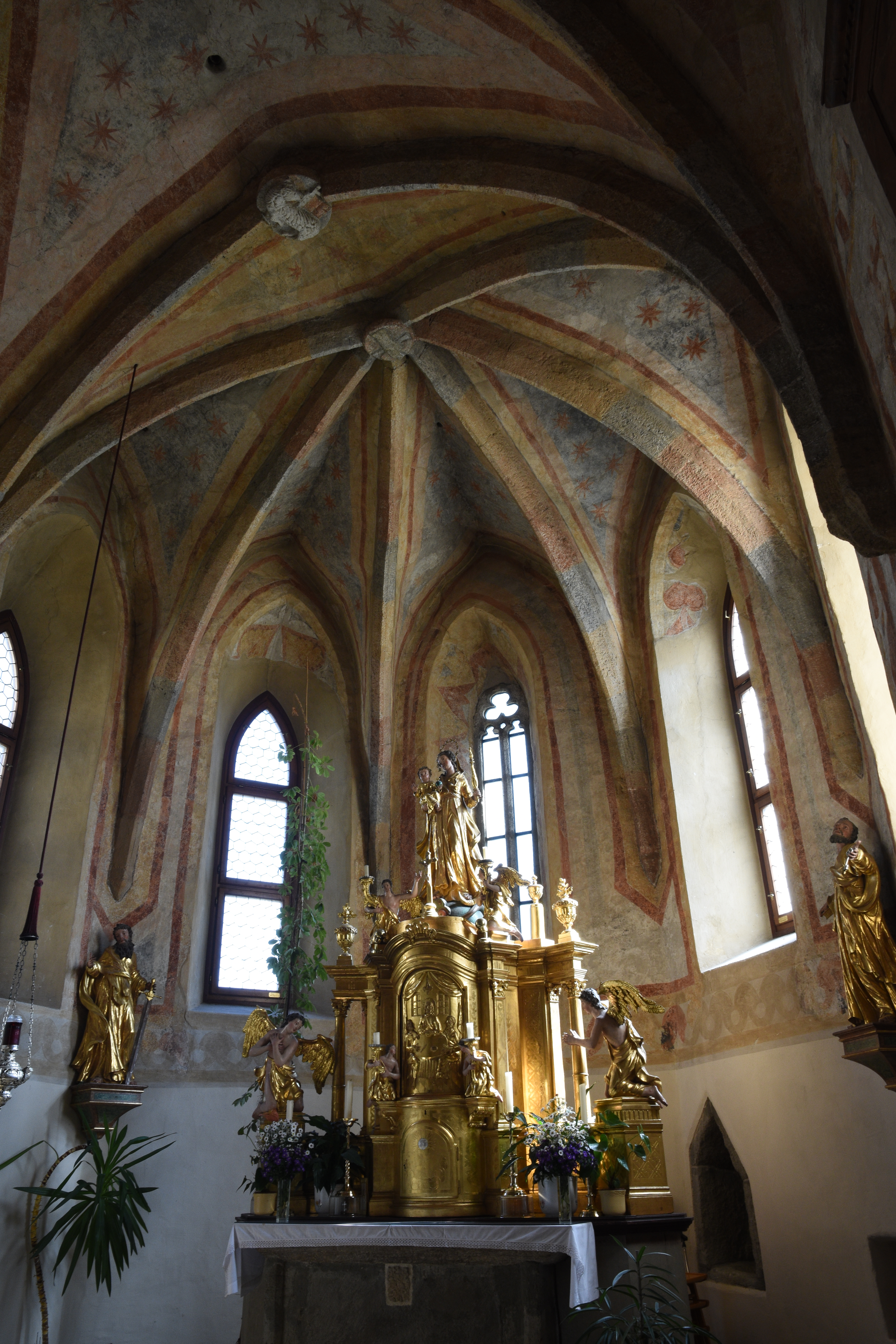
Altarraum der Pfarrkirche

## Kultur und Sehenswürdigkeiten
- Pfarrkirche Altenmarkt bei Fürstenfeld, ursprünglich romanische Johannitische Urkirche des Orts, bedeutende frühestgotische Fresken
- Dorfmuseum Altenmarkt (Nr. 88), Sammlung Manfred Glettler. Alte Technik, Alltagsdinge und Fahrräder.[9][10]

## Persönlichkeiten

### Ehrenbürger
- 1981: Josef Krainer (1930–2016), Landeshauptmann der Steiermark 1980–1996[11]